# Immokalee
Immokalee és una concentració de població designada pel cens dels Estats Units a l'estat de Florida. Segons el cens del 2000 tenia 19.763 habitants.

## Demografia
Segons el cens del 2000, Immokalee tenia 19.763 habitants, 4.715 habitatges, i 3.635 famílies. La densitat de població era de 945,5 habitants/km².
Dels 4.715 habitatges en un 49,7% hi vivien nens de menys de 18 anys, en un 45,5% hi vivien parelles casades, en un 20% dones solteres, i en un 22,9% no eren unitats familiars. En el 13,1% dels habitatges hi vivien persones soles el 3,9% de les quals corresponia a persones de 65 anys o més que vivien soles. El nombre mitjà de persones vivint en cada habitatge era de 3,91 i el nombre mitjà de persones que vivien en cada família era de 4,1.
Per edats la població es repartia de la següent manera: un 34,9% tenia menys de 18 anys, un 15,7% entre 18 i 24, un 31,2% entre 25 i 44, un 14,1% de 45 a 60 i un 4,1% 65 anys o més.
L'edat mediana era de 25 anys. Per cada 100 dones de 18 o més anys hi havia 145,9 homes.
La renda mediana per habitatge era de 24.315 $ i la renda mediana per família de 22.628 $. Els homes tenien una renda mediana de 17.875 $ mentre que les dones 16.713 $. La renda per capita de la població era de 8.576 $. Entorn del 34,6% de les famílies i el 39,8% de la població estaven per davall del llindar de pobresa.

## Poblacions més properes
El següent diagrama mostra les poblacions més properes.